# Tunnel de Ville-d'Avray
Le tunnel de Ville-d'Avray est un tunnel ferroviaire situé sur le territoire des communes françaises de Ville-d'Avray (au sud) et de Saint-Cloud (au nord), dans le département des Hauts-de-Seine. Construit en 1846, il est traversé par la ligne de Paris-Saint-Lazare à Versailles-Rive-Droite.

## Géographie
L'ouvrage débute peu après la Gare de Sèvres - Ville-d'Avray. Il traverse une faible partie de la commune de Ville-d'Avray et, principalement, le domaine national de Saint-Cloud.

## Caractéristiques
D'une longueur totale de 504 mètres, il a été creusé en seulement 15 mois, avec quelques difficultés causées par des infiltrations d'eau.
La sortie nord tunnel se fait en tranchée, d'une longueur de 610 mètres.

## État général

### Nature du sol
Le ballast repose sur une couche de gypse. 
Une partie des pieds-droits est taillée dans un banc de gypse d'environ deux mètres d'épaisseur.
La voute a été établie dans une couche de marne verte, mélangée de glaise et de gypse.

### Construction
Le tunnel a été construit grâce à dix puits axiaux, allant de 17 à 32 mètres de profondeur. 
Ces puits ont été rebouchés après les travaux.
La voute du tunnel est faite en maçonnerie de pierres classique.